# Jean André Moltedo
Jean André Antoine Moltedo est un homme politique français né le 14 août 1751 à Vico (Corse-du-Sud) et mort le 29 août 1829 au même lieu.

## Biographie
Jean André Antoine Moltedo était issu d’une ancienne famille dal Mortao, connue sous les formes Moltedo ou Multedo. Bien que son acte de baptême n’ait pas été retrouvé, il signait lui-même « Moltedo », orthographe également présente sur ses deux médailles de membre du Conseil des Cinq-Cents. Toutefois, son acte de confirmation, daté du 17 mai 1766, le désigne comme filius Joseph de Multedis. Les membres actuels de la famille utilisent quant à eux la forme « Multedo »
D'abord entré dans les ordres, il est chanoine et vicaire général, puis devient membre de l'administration du département en 1791. Il est député de la Corse à la Convention et vote pour la réclusion de Louis XVI. Il passe au Conseil des Cinq-Cents le 22 vendémiaire an IV. Il prit la parole en faveur des habitants de la Corse qui avaient quitté l’île afin d’échapper à la domination britannique, sollicitant pour eux les mêmes rations et soldes que celles accordées aux défenseurs de la République. Profondément attaché à la France, Moltedo fit l’objet, en 1796, d’une tentative de révocation de son mandat de député lors d’une assemblée séparatiste tenue à Corte, sur proposition de Charles-André Pozzo di Borgo. Une rivalité ancienne et persistante oppose encore aujourd’hui les deux familles.
Il quitte le conseil en l'an VI et devient consul de France à Rhodes, puis en 1804, directeur des droits réunis dans les Alpes-Maritimes. Il termine sa carrière comme conseiller à la cour impériale d'Ajaccio.

## Sources
- « Jean André Moltedo », dans Adolphe Robert et Gaston Cougny, Dictionnaire des parlementaires français, Edgar Bourloton, 1889-1891 [détail de l’édition]